# 戰鎚40000：破曉之戰II
《戰鎚40000：破曉之戰II》（Warhammer 40,000: Dawn of War II）是一款以《戰鎚40000》為背景的PC即時戰略遊戲。通過Steam平台進行更新等操作並以Windows Live為多人連線對戰平台。與前作《戰鎚40000：破曉之戰》相同，遊戲是由加拿大遊戲開發組“遺迹娛樂”（Relic Entertainment，也就是玩家們熟悉的、以《萬艦齊發》、《英雄連》等系列遊戲的“水雷”公司）開發，並再次由美國THQ公司發行。
《战争黎明II》英文版的上市日期為2009年2月20日，而台灣由翎盛科技代理於2009年4月3日發行繁體中文版本。中国大陆原定由中电博亚代理發行，但最终因无法通过新闻出版总署之审批而搁浅。
《战争黎明II》的第一部资料片《混沌崛起》（Warhammer 40,000: Dawn of War II: Chaos Rising）已經於2010年3月11日面世，加入了新阵营——浑沌军团。
繼《渾沌再起》之後，下一個資料片《报应》（Retribution）於2011年3月1日在北美發行，3月4日在全球發行。至2011年1月為止，神靈族、星際戰士、星界軍、混沌星際戰士、歐克獸人、 泰倫蟲族都已經宣布將有各自的單人戰役可供玩家選擇。

## 故事情節
单人战役剧情中仍由前作中的星際戰士“血鸦”战团（Blood Ravens）為主角。这只战团成立于“二次组建”之后，并非初始的20支军团之一，而且起源不明，连他们自己也不知道基因元体（Primarch）是谁，這导致了“血鸦”对过去的情报信息更为关心，对帝皇的崇拜也比其他战团更强烈。由于“血鸦”的弟兄们的神经结有一部分有轻微的变异，让他们能够一直保持清醒，永远不会做梦。

### 战争黎明II
战役的剧情主要是围绕奥雷利亚星区（Sub-Sector Aurelia）受到歐克獸人的侵袭，而其中的星球泰芬·普瑞马利斯（Typhon Primaris）及卡德利（Calderis）为“血鸦”的征募世界。“血鸦”由于在《战锤40000：战争黎明：灵魂风暴》的考拉瓦（Kaurava）战役中失利并损失了众多弟兄而危在旦夕，所以需要为了战团的存续拼命守护这两个征募世界。而当中“血鸦”的行动將受到神靈族的干预，而且后来更会遇到泰倫蟲族舰队的攻击。最终，一只“血鸦”小分队在其指挥官（即玩家自己）的领导下力挽狂澜，化解了星区的危机。

### 混沌再起
一年后，“血鸦”收到求救信号重返奥雷利亚，却遭到了叛变的星界軍伏击，并意识到腐化的气息在整个星区蔓延。在随即击退歐克獸人和神靈族对天使堡（Angel Forge）的袭击后，血鴉遭遇了帝国宿敌——浑沌势力的黑色军团。在摧毁浑沌巫殿并杀死数名恶魔后，“血鸦”队员们发现战团内部出现了叛徒，但是却无法破解情报。“血鸦”小分队不惜违反战团长的免战命令，冒着被判为叛徒的惩罚打入神秘的宇宙巨舰“腐朽的判决”（Judgment of Carrion）上寻求答案，而之后的种种遭遇却将腐化源头指向于自己战团的最高层……

### 天譴
故事劇情在前作《渾沌再起》的十年後展開，高等惡魔烏凱爾已經被先前玩家的角色，指揮官所擊敗，可是奧雷利亞次星區仍然遍布烽火。血鴉戰團的加百列‧安傑羅被墮落的戰團長凱拉斯冠上叛徒之名，為了不要牽連弟兄們，他躲藏起來並集結了一些夥伴來對抗戰團叛徒。
由於異星人持續擾亂著這個星區，帝國於是決定向此地進軍，派遣星界軍解決異星人的威脅。大部分部隊已經部署到曾經遭受泰倫蟲族入侵的叢林星球泰芬。然而，經過多年纏鬥以後，帝國決定結束這些紛擾，審判庭對這個次星區下達了滅絕令，不久整個奧雷利亞地區就會完全被摧毀，不會有任何生命留下。

## 遊戲模式

### 戰役模式
玩家需操作“血鴉”戰團數個小隊在奧雷利亞地區三個星球之間往來擊退所有入侵者，以確保“血鴉”的徵募世界得以保全，避免戰團因為缺乏新血而滅亡。戰役遊戲使用任務方式進行，分別有必須完成的主線任務以及可選擇是否完成的支線任務，部分支線任務有天數限制。每次進行任務，無論成功與否，時間皆會經過一天，玩家可以取得較高評價以在同一天獲得額外的部署機會。每個任務完成後都有裝備獎勵，在任務進行期間打倒敵人亦會隨機掉落各種普通或稀有裝備。玩家可通過Windows Live平台邀請其他玩家連線進行戰役（Co-op）。

### 多人遊戲模式
- 殲滅
- 勝利點控制

多人模式使用Windows Live作多人連線對戰平台。玩家可透過此大型網上平台進行多類型的多人對戰。需由平台自動搜尋對手的計分賽將提供1對1的生死戰、2對2的雙人對抗以及3對3的團隊戰,而計分賽只能使用佔領勝利點作為獲勝條件，此勝利條件下，玩家需把對方的勝利點數降至0以下方可獲勝。玩家更可開設私人或公開的自設勝利規則比賽，此類型比賽的分數不作計算，亦可以選擇殲滅作為勝利條件，此勝利條件下，玩家只要把敵人所有總部建築物摧毀即可獲勝，玩家於這種比賽中可選擇AI作為對手。
每一方势力均有三种英雄，分别代表三种不同的作战风格：
- 星際戰士（Space Marines）——指揮官（Force Commander，攻击型）、藥劑師（Apothecary，医疗型），科技戰士（Techmarine，防御型）
- 歐克獸人（Orks）——戰爭老大（Warboss，进攻型）、突擊隊老大（Kommando Nob，隐蔽型）、技師小子（Mekboy，支援型）
- 神靈族（Eldar）——神靈術士（Warlock，进攻型）、次元蜘蛛神官（Warp Spider Exarch，瞬移型）、先知（Farseer，支援型）
- 泰倫蟲族（Tyranids）——異形蟲王（Hive Tyrant，强击型）、吞噬蟲原體（Ravener Alpha，潜击型）、利卡特原體（Lictor Alpha，伏击型）
- 混沌星際戰士（Chaos Space Marines）——浑沌领主（Chaos Lord，攻击型）、瘟疫戰士（Plague Champion，防御型）、混沌巫師（Sorcerer，支援型）
- 星界軍（Astra Militarum）——審判官（Inquisitor，进攻型）、政戰總長（Commissar Lord，支援型）、帝國將軍（Lord General，防御型）

#### 資源
近似備受稱頌的《英雄连》，並進一步簡化建築及資源系統。遊戲中只有資源及電力兩種資源：
- 資源（Requisition）是主要資源，所有升級或生產都需要使用資源，需通過佔領資源點獲得，資源增加速度會隨兵力數量而有所調整。
- 電力（Power）是次要資源，不過遊戲中的強力生物及載具等等進階單位都需要電力才能生產，而電力則需要佔領電力節點，升級電力節點可提高電力增加速度，亦可建造最多三个發電廠進一步加快電力增加速度。

### 背水一战
“背水一战”（The Last Stand）是2009年10月14日发布的合作游戏模式，由三个玩家相互配合在可选的两个地图内与AI控制的大股敌人作战，能够在总共21波进攻后存活即可胜利。“背水一战”模式最初发布时玩家只有三个人物选项，即太空陆战队上尉（Captain）、神灵族先知（Farseer）和欧克机械小子（Mekboy），但在《混沌崛起》发布后增加了泰伦虫巢暴君（Hive Tyrant）和混沌巫师（Sorcerer）的选项，在《天谴》发布后又增加帝国将军（Lord General），并且在之后以DLC的形式先后增加了钛星火焰指挥官（Shas'O Commander）和死灵霸主（Overlord）。
在游戏中，玩家三人组会在地图中央起始，然后大量敌军会从四个角落的大门后方出现并冲进场内攻击玩家，玩家必须消灭来犯的所有敌人后才会开始下一波进攻。玩家受到攻击后减少的生命值会缓慢恢复，但一旦耗尽就会倒地不起，必须要队友贴身耗费一定时间解救才能以四分之一的血量复活。玩家的普通攻击不会消耗任何能量值，但使用技能（比如特殊攻击、跳跃、瞬移等）时会消耗不等量的能量值，而且一定时间内无法再次使用同一招。通过战斗中杀伤敌军和占领资源点，玩家可以换取积分以便升级，最高可升至20级，每次升级都可以解锁不同的装备选项，从而获得不同的战斗能力加成。

## 其他

### 地圖過少
遊戲初發售時因對戰地圖太少以及有玩家發現在遊戲檔案中有部分未完成的影片，所以有玩家批評遊戲是半製成品，但之後廠商於後續的更新檔中不斷增加新對戰地圖。並於1.3.1更新檔中增加了2 VS 2對戰地圖。

### AI問題
遊戲在早期的版本中多人對戰的電腦AI（人工智慧）有很大的問題，愈容易的AI會愈喜歡集結兵力，結果出現容易級的AI會比專家級的AI更難對付，以及不懂使用技能。不過以上的問題已於1.3.1更新檔中解決了。

## 下載內容
2009年8月，Steam網站首次公佈《战锤40000：战争黎明II》的第一個免費下載內容，名為《战争黎明II：最后战役》（Dawn of War II: Last Stand），推出日期為2009年10月14日（內容於1.8.0更新檔），由遺迹娛樂公司開發 ，內容主要增加了一种新的多人模式，三个玩家各自控制一个英雄，來抵御不斷进攻的敵方
。起初英雄只有太空陆战队上尉（Captain）、灵族先知（Farseer）、兽人技师小子（Mekboy）三种，其後於資料片《渾沌再起》中加入浑沌巫师（Sorcerer）和虫巢暴君（Hive Tyrant）兩名英雄，在《天谴》中则再增加了帝国卫队大将军（Lord General）一名英雄。後來，鈦星人指揮官（Tau Commander）也以付費DLC的形式增加到《天譴》的最後戰役裡。

## 评价
| 媒体      | 得分   |
| --------- | ------ |
| 1UP.com   | A-     |
| Eurogamer | 8/10   |
| G4        | 4/5    |
| GamePro   | [ 10 ] |
| GameSpot  | 8.5/10 |
| GameSpy   | [ 12 ] |

## 相關条目
- 支持DirectX 10遊戲列表
- 战锤40000：破曉之戰II-渾沌再起
- 戰鎚40000

## 外部連結
- （英文）《戰鎚40000：破曉之戰II》官方網站 （页面存档备份，存于）
- （中文）《戰鎚40000：破曉之戰II》台灣官方網站